# IC 1617
IC 1617 — галактика типу S0-a (спіральна галактика) у сузір'ї Фенікс.
Цей об'єкт міститься в оригінальній редакції індексного каталогу.